# Maffeo Pantaleoni

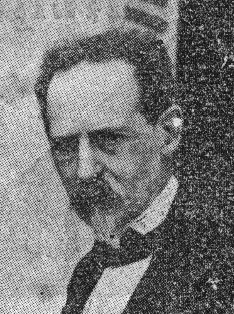
Maffeo Pantaleoni

Maffeo Pantaleoni (* 2. Juli 1857 in Frascati; † 29. Oktober 1924 in Mailand) war einer der bedeutendsten italienischen Volkswirtschaftler und ein angesehener Befürworter der neoklassischen Theorie.
Er war Sohn eines italienischen Senators und einer irischen Mutter. Einen Teil seiner Schulzeit verbrachte er in Paris. Er beendete das Gymnasium 1877 in Potsdam. Anschließend besuchte er die Universität in Rom und absolvierte diese im Jahre 1882 mit seiner Dissertation über die Theorie der Übertragung von Steuern.

## Lehrtätigkeit

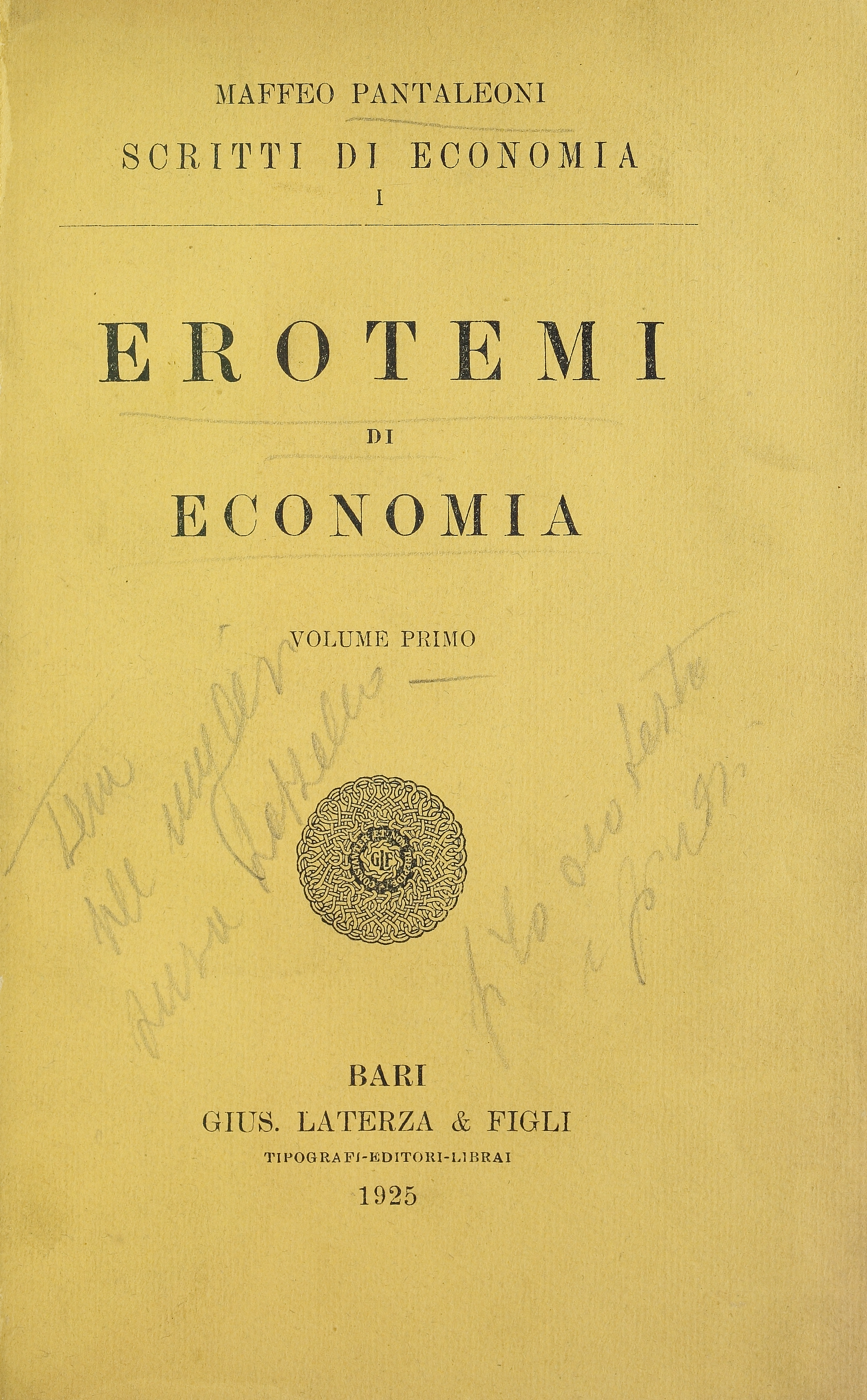
Erotemi di economia, 1925

Lettere a Maffeo Pantaleoni, 1960

Pantaleoni unterrichtete in verschiedenen Einrichtungen:
Angefangen hat Pantaleoni an den Universitäten Camerino (1881–1883) und Macerata (1883–1885) sowie an der Hochschule für Handel in Venedig (1885–1888) unter Francesco Ferrara. Von 1888 bis 1892 war er Direktor an der Hochschule der Handelskammer Bari, trat jedoch am Ende aus Protest gegen die Zollpolitik der Regierung zurück.
1890 übernahm er das „Giornale degli Economisti“ mit Antonio De Viti De Marco. Von 1895 bis 1897 lehrte er an der Universität von Neapel und von 1897 bis 1900 aufgrund der Einladung seines Freundes Vilfredo_Pareto an der Universität von Genf. 1901 erhielt er einen Lehrstuhl an einer der ältesten Universitäten Europas, der Universität Pavia.
Pantaleoni wurde daraufhin Mitglied der radikalen Partei und nahm schließlich die Professur für Volkswirtschaftslehre an der Universität Rom von 1901 bis 1924 an.

## Sonstige Positionen
Gelegentlich wurde Pantaleoni von seinen Kollegen, aufgrund seiner unnachgiebigen Verteidigung der "Laissez-Faire"- Wirtschaftspolitik, als der „Marshall von Italien“ bezeichnet.
In seinem späteren Lebensabschnitt, vor und nach dem Ersten Weltkrieg, wurde er ein passionierter Nationalist und ein anti-sozialistischer sowie antisemitischer Politiker mit einer engen Bindung zur faschistischen Bewegung. Von 1915 bis 1924 leitete er mit Giovanni Preziosi, dem späteren Generalinspekteur des italienischen Rassenamtes und einer der Hauptverantwortlichen der Judenverfolgung in der Italienischen Sozialrepublik, die Zeitschrift La Vita Italiana, die 1921 die erste italienische Übersetzung der gefälschten Protokolle der Weisen von Zion herausgab.
Er war Finanzminister in der Carnaro-Regierung unter Gabriele D’Annunzio im Freistaat Fiume, die allerdings nur 15 Monate zwischen 1919 und 1920 andauerte.
Kurz vor seinem Tod wurde er von Benito Mussolini in den Italienischen Senat berufen.

## Schriften
Er ist einer der Gründer der allgemeinen Volkswirtschaftslehre. Sein Werk „Principii di Economia pura“ (Barbera, 1889) führte unter anderem Vilfredo Pareto in die neue Volkswirtschaft ein.
Weitere ausgewählte Schriften:
- Teoria Della Traslazione dei Tributi, 1882.
- Contributions to the Theory of the Distribution of Public Expenditure, 1883.
- Dall 'ammontare probabile della Richezza Privata in Italia, 1884.
- Pure Economics, 1889.
- A proposito di Luigi Cossa e della sua "Histoire des Doctrines économiques", 1898, GdE
- Dei criteri che devono informare la storia delle dottrine economiche, 1898, GdE
- An attempt to analyze the concepts of "Strong" and "Weak" in their economic connexion, 1898, EJ
- Una visione cinematografica del progresso della scienza economica, 1870-1907, 1907, GdE
- Note in Margine della Guerra, 1917.
- Politica, 1918.
- Erotemi di Economica, 1925.